# Bugatti Model 100
El Bugatti Model 100 fue un avión de competición diseñado especialmente para participar en la carrera de la Copa Deutsch de la Meurthe de 1939. El avión no se completó antes de la fecha límite de septiembre de 1939, y se almacenó antes de la invasión alemana de Francia.

## Desarrollo
Ettore Bugatti comenzó a trabajar en 1938 en el diseño de un avión para competir en la Copa Deutsch de la Meurthe, utilizando los motores de su línea de automóviles con el fin de promocionar su marca. 
El ingeniero jefe de Bugatti era Louis de Monge, con quien Ettore Bugatti ya había trabajado antes. El gobierno de Francia también había mostrado su interés en usar la tecnología del avión de carreras con el fin de desarrollar una variante de combate para su producción en masa. El avión fue la fuente de cinco patentes, incluidos los motores en línea, los controles mixtos de la cola en V y el sistema de alerones automáticos.

## Diseño
El Modelo 100 tenía una disposición inusual de motor doble, que impulsaba hélices contrarrotativas montadas hacia delante a través de los ejes de transmisión. 
También presentaba una disposición de cola en V a 120 grados y un tren de aterrizaje retráctil. La construcción era principalmente de madera, con capas intercaladas de madera de balsa y maderas duras, incluidos listones de madera de tulípero recubiertos de tela. 

## Historia operacional
Con el estallido de la Segunda Guerra Mundial y la inminente caída de París, Bugatti hizo desmontar y esconder el avión en su propiedad. Murió en 1947, sin haber reanudado su trabajo.
El avión permaneció almacenado durante la Segunda Guerra Mundial. Posteriormente, fue vendido varias veces y sus motores gemelos Bugatti 50P fueron desmontados para reparar automóviles de la marca. En 1971 se inició un proyecto de restauración. El avión fue almacenado por el Museo Nacional de la Fuerza Aérea de los Estados Unidos, y luego transferido a la colección del Museo de Aviación de la EAA, donde se completó la restauración. Desde entonces se exhibe en este museo.

## Réplica: elBlue Dream

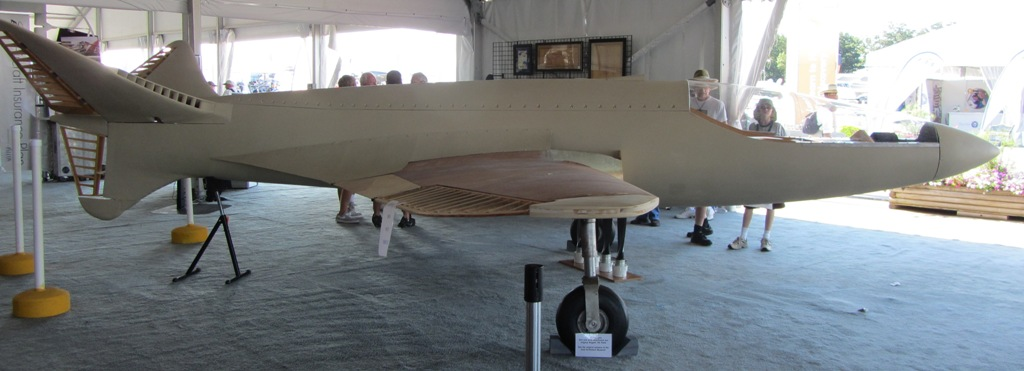
Progreso de la réplica del Bugatti 100P en 2011

Un equipo de entusiastas, capitaneado por Scotty Wilson y John Lawson, construyó una reproducción del avión a escala real capaz de volar. Se utilizaron materiales modernos dentro de lo razonable, lo que permitió reducir su costo y obtener la seguridad necesaria. El uso de magnesio, incluido en el diseño original para ahorrar peso, fue rechazado debido a su inflamabilidad y coste. Se usó un compuesto de madera, DuraKore, en lugar de la madera de tulípero original, y se pegó con una moderna resina epoxi. La tela de revestimiento fue reemplazada con fibra de vidrio.
El avión parcialmente completado se exhibió en la convención EAA AirVenture Oshkosh de 2011.
El 4 de julio de 2015, el Blue Dream puso en marcha sus dos motores Suzuki Hayabusa en Tulsa, Oklahoma.
El 19 de agosto de 2015, el equipo anunció que se había completado el primer vuelo de prueba exitoso de la réplica del avión. Sus características de manejo fueron "según lo esperado" por el equipo y logró una altitud máxima de 100 pies (30 metros) a una velocidad máxima de 110 nudos (200 km/h). Al aterrizar, el avión "flotó mucho más de lo previsto" y tomó tierra significativamente más adelante en la pista de lo previsto. Debido a esto, los frenos de las ruedas debieron aplicarse para evitar sobrepasar el final de la pista. Posteriormente, el freno derecho falló, enviando la aeronave al terreno embarrado contiguo a la pista de aterrizaje, inclinando hacia arriba su nariz y golpeando una hélice y su cono. En octubre realizó un nuevo vuelo sin percances.

### Accidente de la réplica
El 6 de agosto de 2016, la réplica se estrelló durante su tercer vuelo de prueba cerca de la Base Clinton-Sherman de la Fuerza Aérea en Oklahoma, resultando muerto su piloto Scotty Wilson.
Menos de un minuto después de su tercer y último vuelo, el avión se inclinó bruscamente a la izquierda y se precipitó sobre un campo cercano. El avión cayó de morro, muriendo instantáneamente el piloto, y quedando destruido en el choque y posterior incendio.
Se había planeado retirar el avión después de este vuelo a un museo en el Reino Unido. El accidente ha sido investigado por la Junta Nacional de Seguridad del Transporte.

## Variantes
El Bugatti Model 110P era una propuesta de una versión de caza militar del modelo 100 racer. Nunca se materializó. 

## Especificaciones (Bugatti Modelo 100)
Características generales
- Tripulantes: 1
- Longitud: 7.75 m (25 ft 5 in)
- Ancho de ala: 8.2 m (27 ft)
- Altura: 2.24 m (7 ft 4 in)
- Superficie alar: 20.69 m² (222.7 sq ft)
- Peso en vacío: 1400 kg (3086 lb)
- Motor: dos motores Bugatti Type 50P, cada uno con ocho cilindros en línea, 4.9L, 340 kW (450 CV)
- Hélices: dos hélices contrarrotativas, de dos palas cada una
- Carga alar: 68 kg/m² (13.9 lb/sq ft)